# Ascarosepion pfefferi
La seppia fiammeggiante di Pfeffer (Ascarosepion pfefferi (Hoyle, 1885)), nota anche con il nome di seppia galleggiante, è un mollusco cefalopode della famiglia Sepiidae, diffuso nei fondali sabbiosi adiacenti alle barriere coralline dell'Indo-Pacifico.
L'esemplare tipo, una femmina, fu raccolto al largo del mar degli Alfuri ed è depositato al Museo di Storia Naturale di Londra.

## Descrizione
Detta anche "cinghiale di mare", A. pfefferi è una delle seppie più piccole: difficilmente supera i 6 cm; la lunghezza massima registrata del mantello è di 8 cm. Quest'ultimo ha una forma ovale, mai molto allungata; la colorazione è prevalentemente marrone.
Tendenzialmente la seppia fiammeggiante ha una colorazione marrone, molto mimetica, ma se l'animale viene disturbato sulle braccia appaiono aree rosse, sul dorso striature pallide, bianche o giallastre, molto variabili e irregolari, in "movimento" (strategia dell'aposematismo). Le punte delle braccia mostrano spesso una colorazione rosso brillante per allontanare i predatori. Il corpo di questa seppia presenta diverse protuberanze (papille), di cui due sopra agli occhi. L'osso di seppia, la conchiglia interna, ha una colorazione tendente al giallo, e pur non presentando spine ha una forma appuntita.

## Distribuzione e habitat

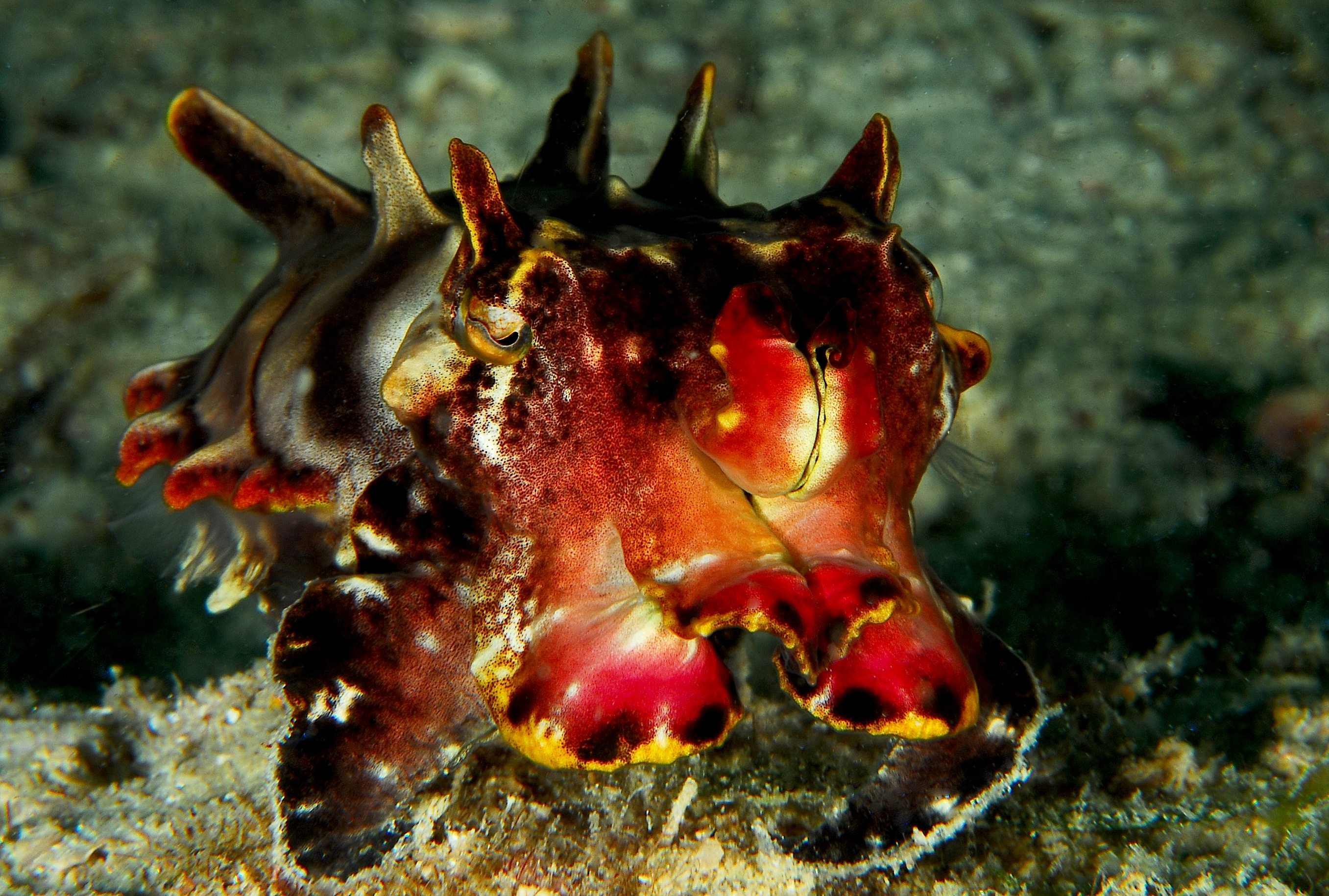
A. pfefferi nello stretto di Lembeh, un fondo sabbioso di origine vulcanica

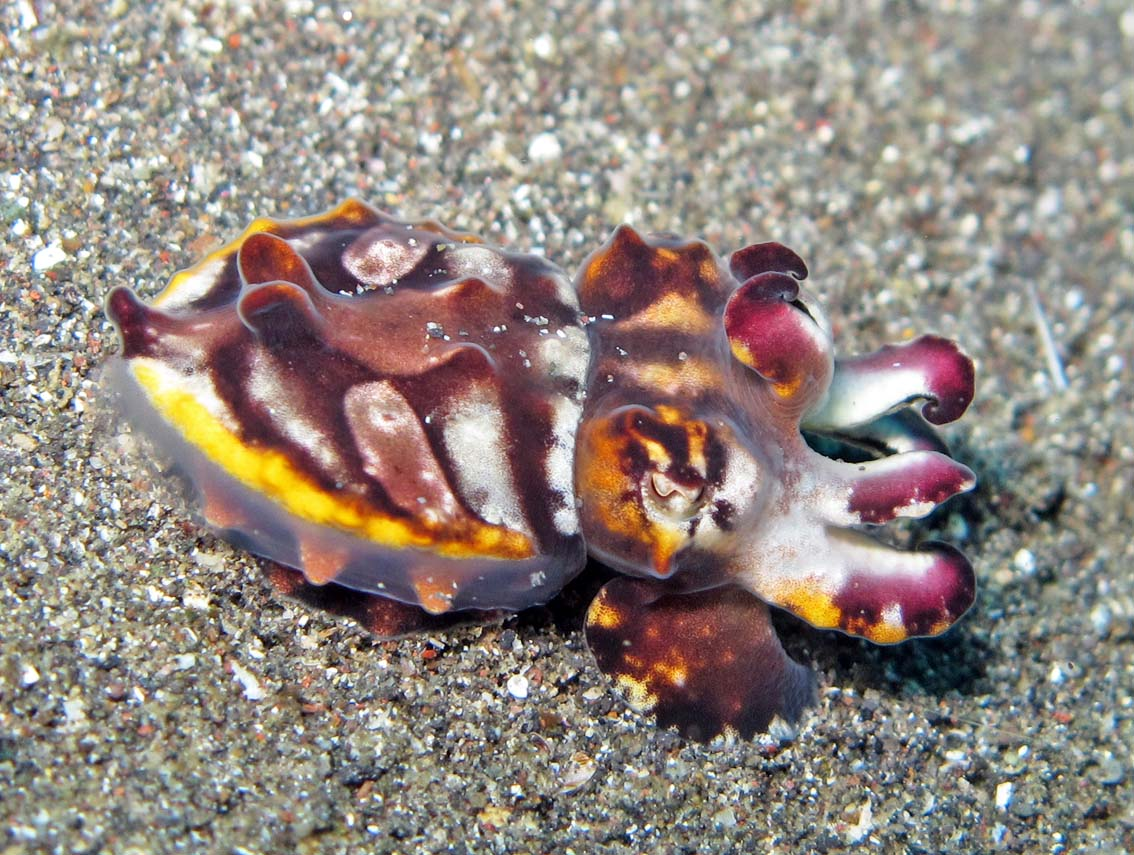
A. pfefferi è capace di camminare sul fondo con l'aiuto delle braccia

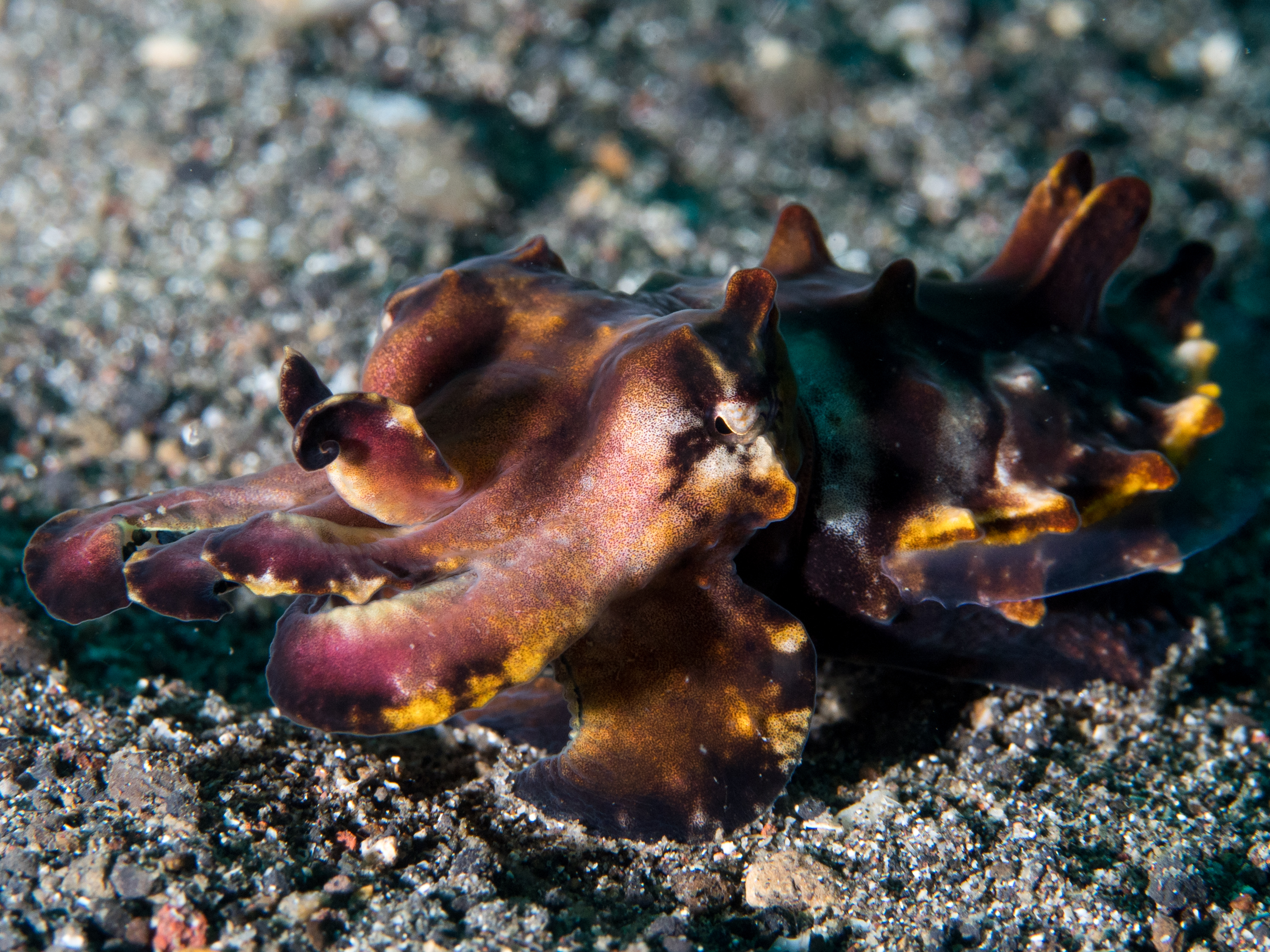
A. pfefferi ha il corpo ricoperto di protuberanze verrucose (papille)

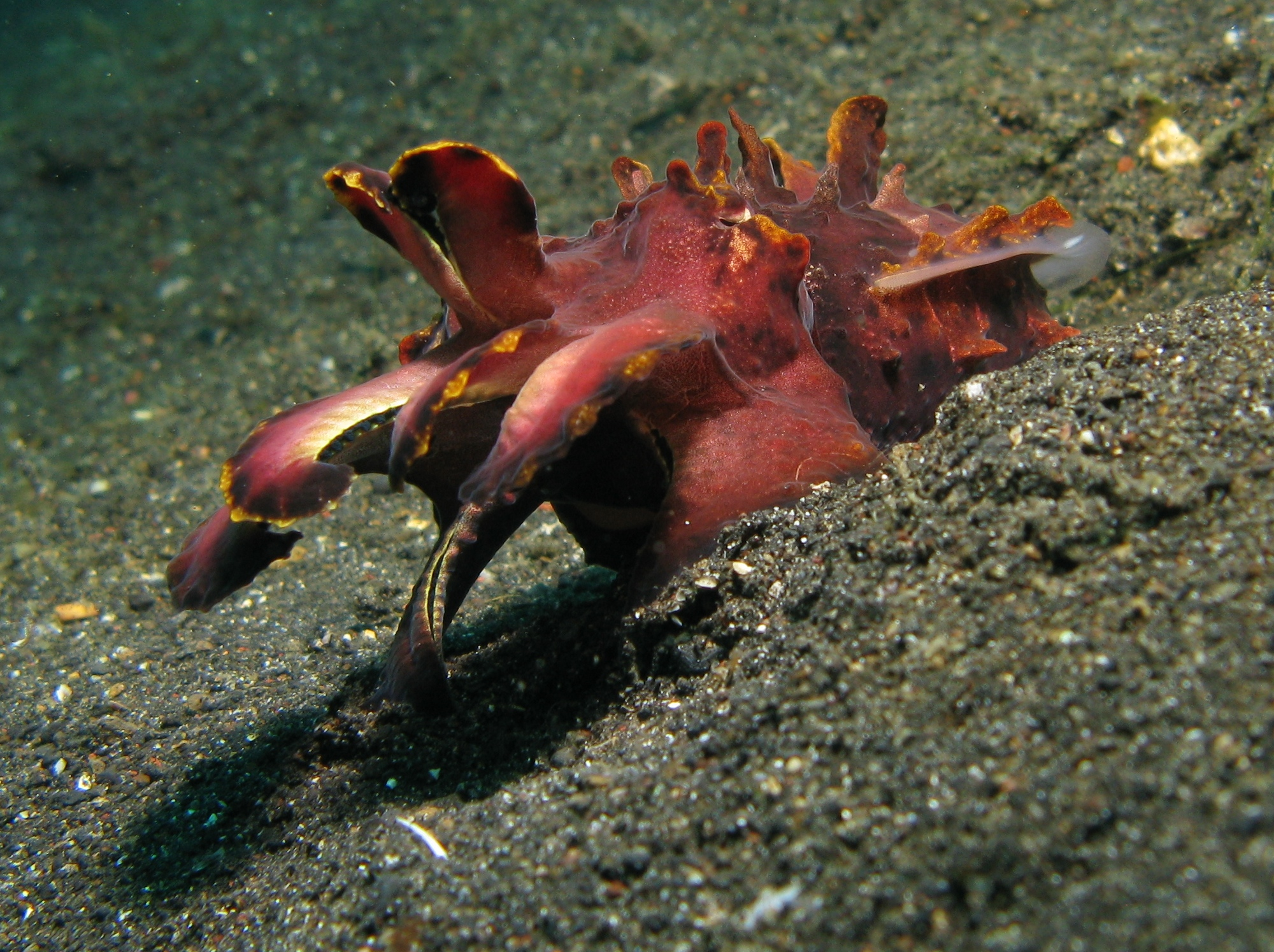
A. pfefferi cerca di intimorire il fotografo con i colori aposematici

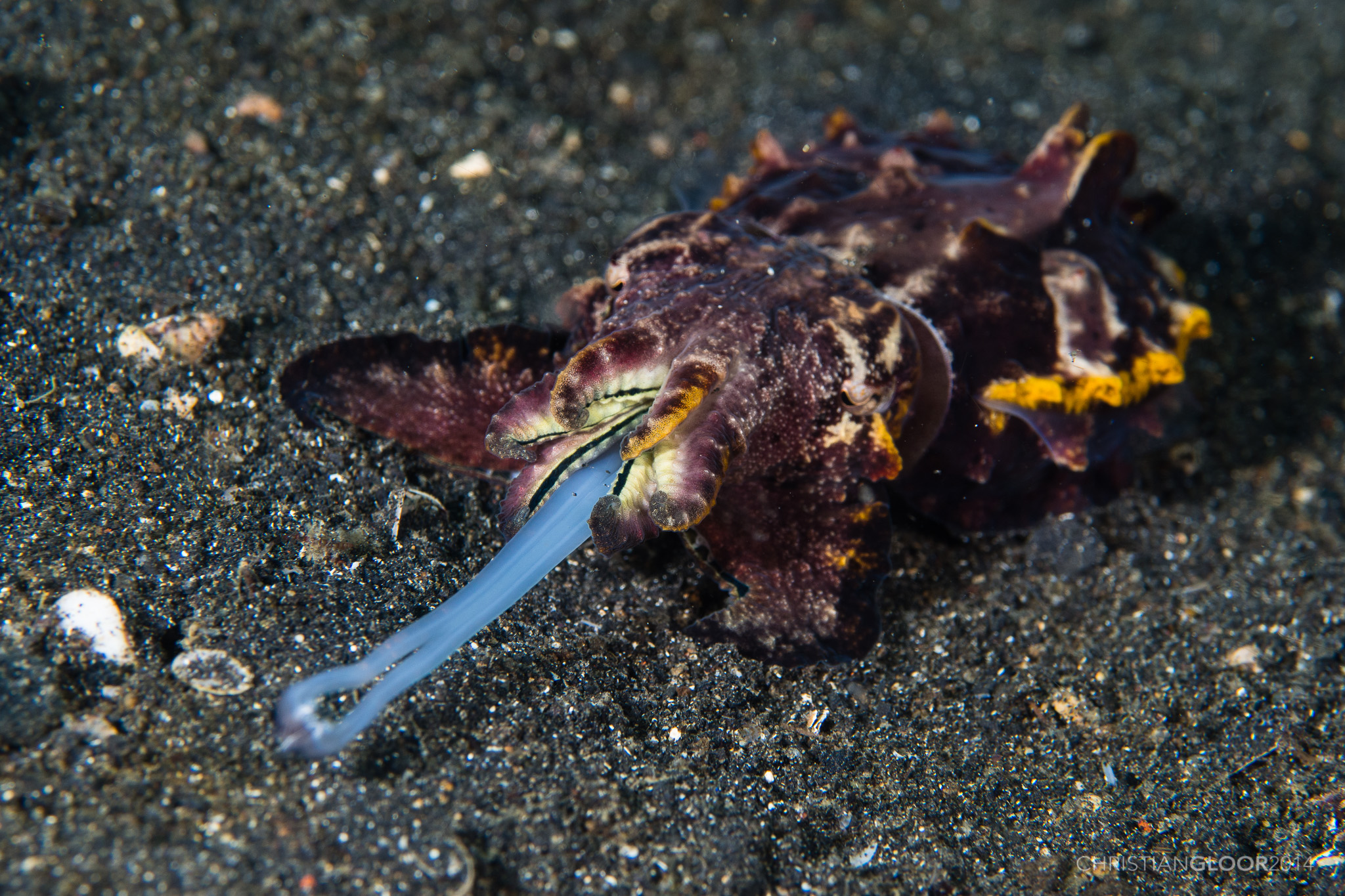
Per cacciare A. pfefferi proietta dalle braccia i due tentacoli più lunghi

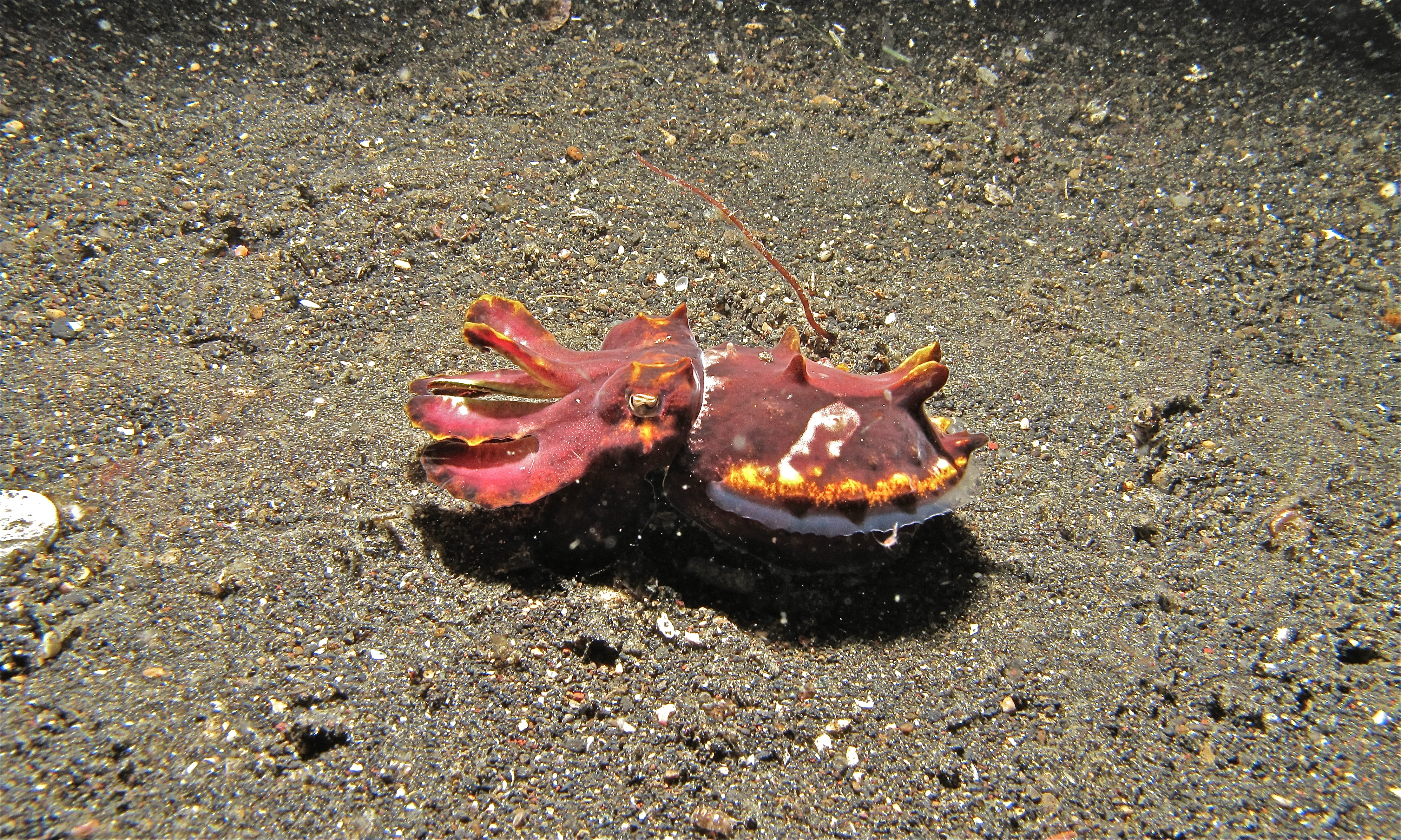
A. pfefferi è molto piccola, più di una mano; misura solo pochi cm

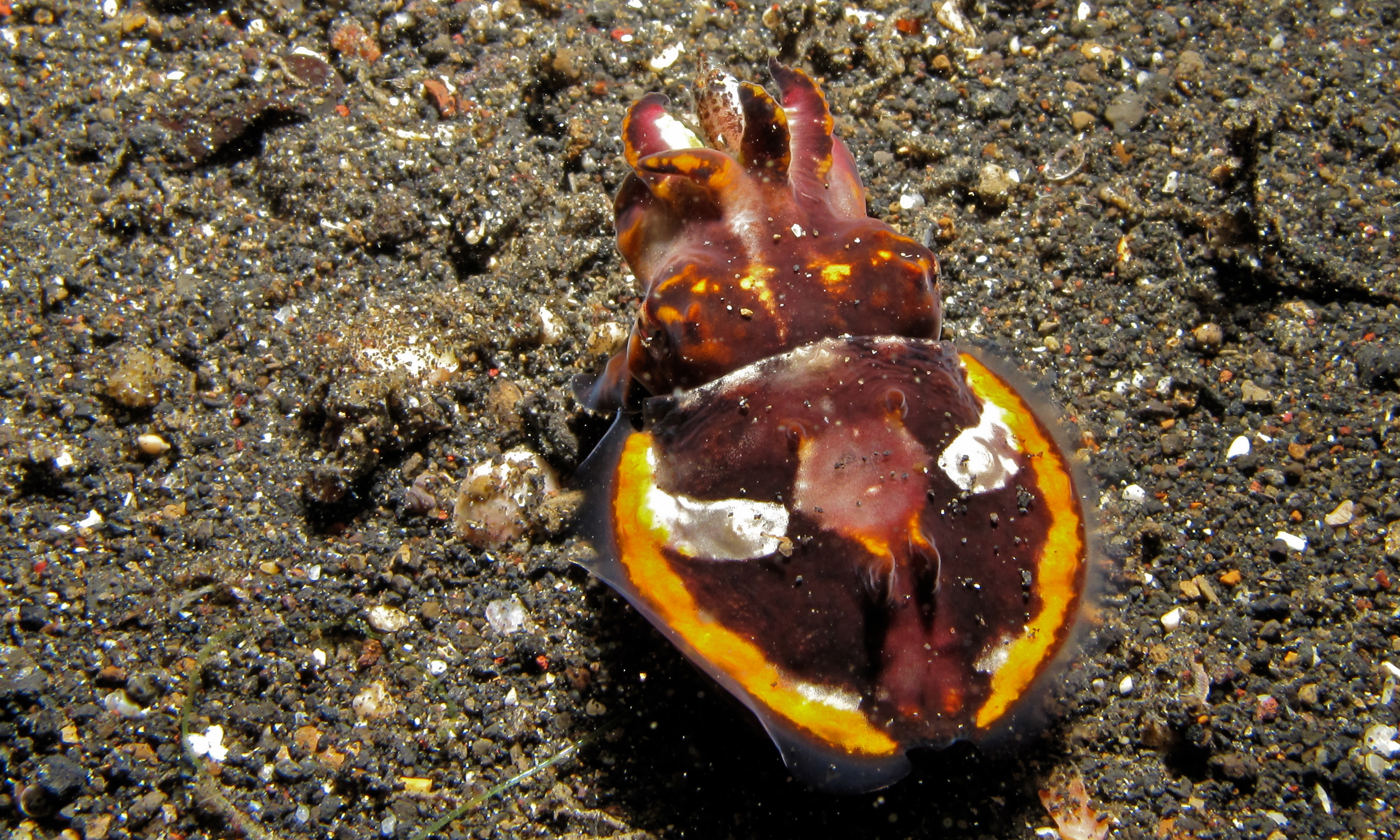
A. pfefferi cattura Parapercis lineopunctata, un piccolo pesce

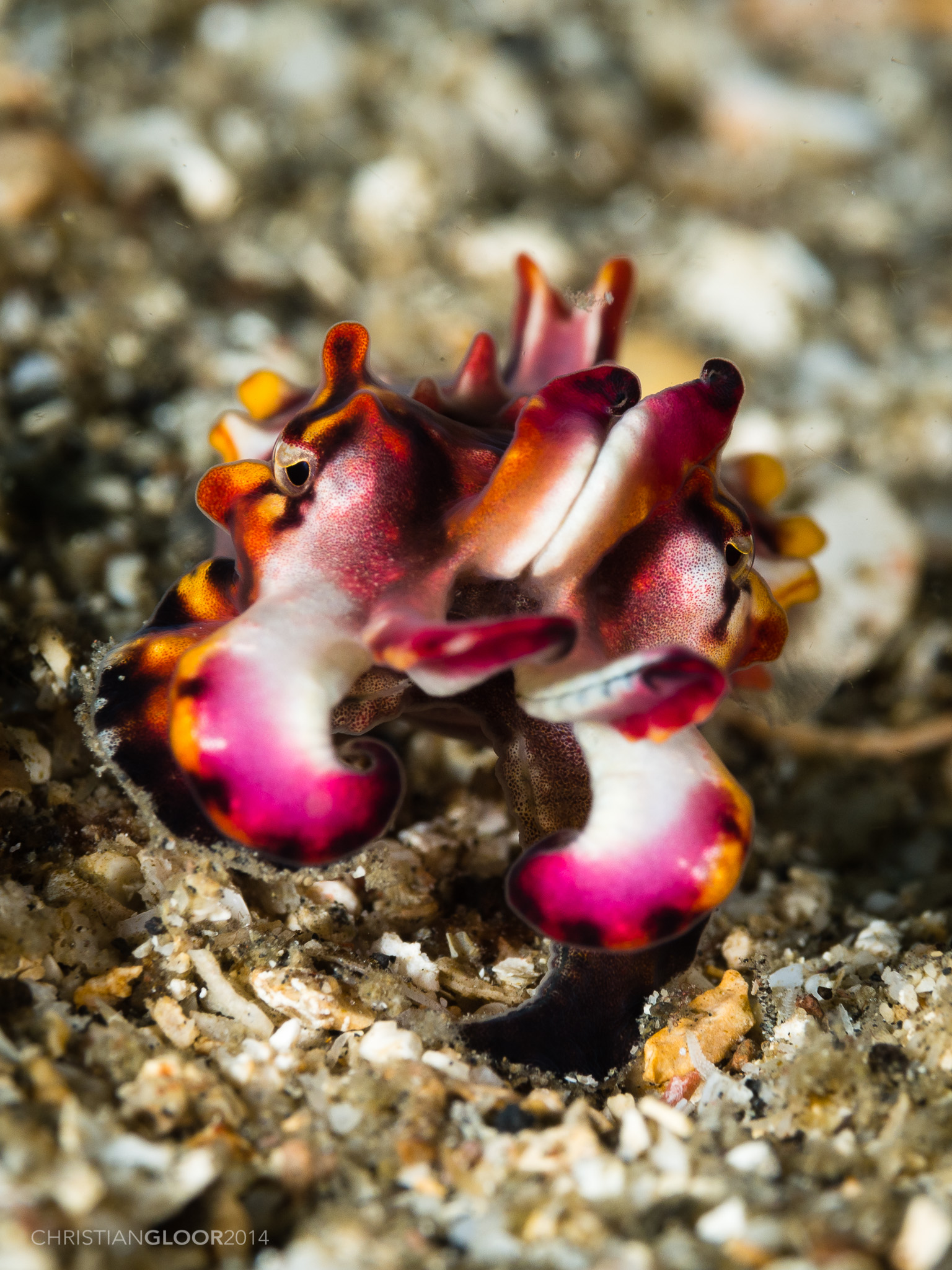
La magnifica colorazione aposematica di A. pfefferi

La seppia fiammeggiante vive nelle acque tropicali dell'Indo-Pacifico al largo dell'Australia settentrionale, della Nuova Guinea meridionale e di numerose isole delle Filippine (è frequentemente avvistata nelle Visayas), dell'Indonesia (soprattutto alle Sulawesi e Molucche) e della Malesia (a ovest delle isole di Mabul e Sipadan, nel Borneo malese).
Vive su fondali fangosi e sabbiosi da 3 fino a 86 m di profondità. È molto comune negli scuri fondali sabbiosi di origine vulcanica dello stretto di Lembeh, nel Sulawesi settentrionale.

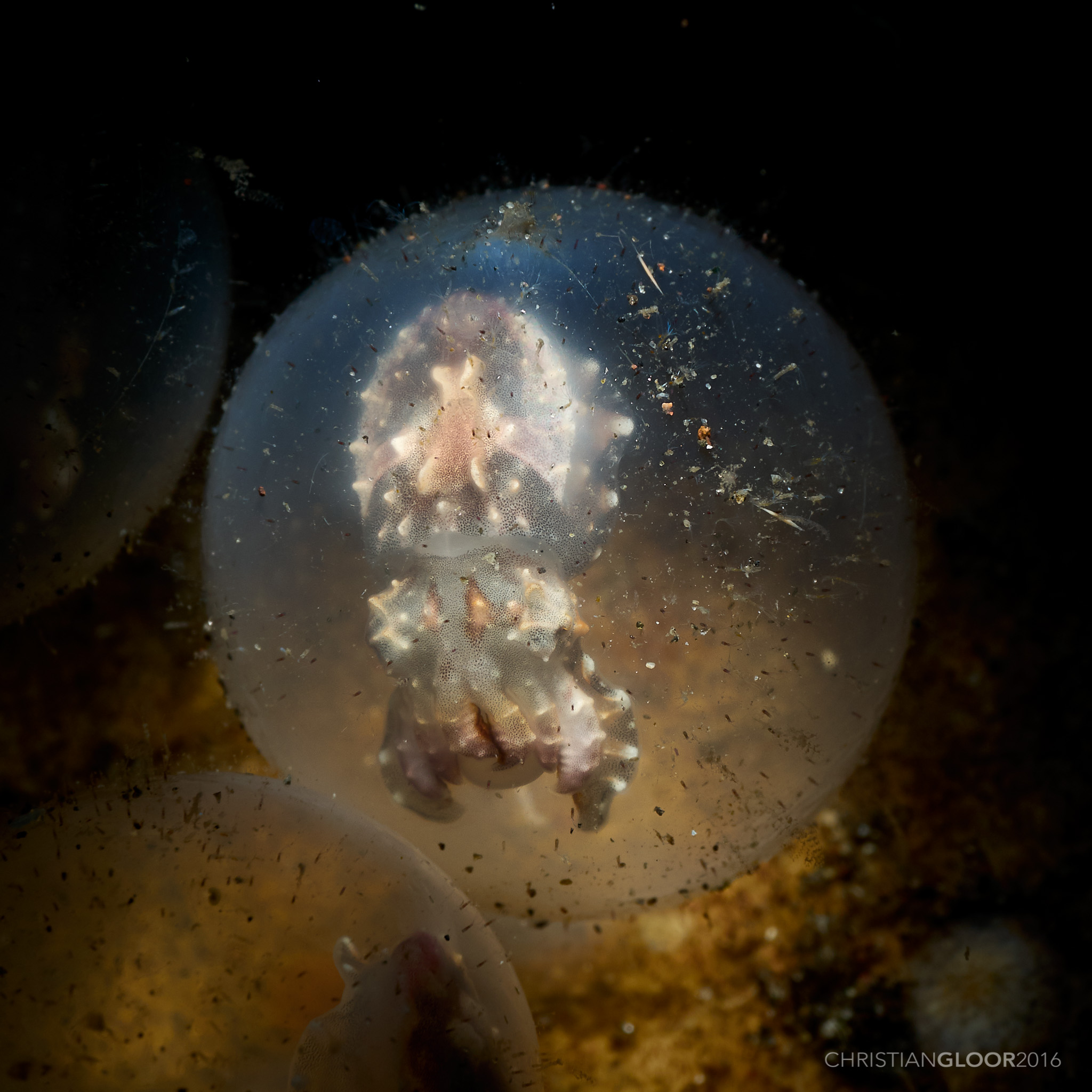
Uova di A. pfefferi

Animali che mostrano questo modello di colore sono stati osservati mentre usavano le loro braccia per "camminare" lungo il fondo del mare. 

## Biologia

### Comportamento
È una specie diurna che per la maggior parte del tempo rimane mimetizzata. I maschi sono molto territoriali. Il normale colore di base di questa specie è marrone scuro, ma gli individui che vengono disturbati o attaccati cambiano rapidamente colore mostrando toni rossi, gialli e viola "fiammeggianti". Il segnale è di tipo aposematico e serve ad avvertire i predatori che la seppia è velenosa, un meccanismo difensivo già trovato in altre specie di cefalopodi velenosi, come nei letali polpi dagli anelli blu, del genere Hapalochlaena, o nel piccolo Amphioctopus mototi.

### Alimentazione
È carnivora e si nutre sia di invertebrati marini (crostacei) che di piccoli pesci. Si avvicina di soppiatto alla preda, ben mimetizzata sulla sabbia, e raggiunta una certa distanza proietta la coppia di tentacoli più lunghi, muniti di ventose, verso la preda, portandola al becco. Il morso velenoso di A. pfefferi paralizza la preda impedendone la fuga.

### Riproduzione
L'accoppiamento avviene faccia a faccia, con il maschio che inserisce un pacchetto di sperma in una sacca posta sul lato inferiore del mantello della femmina. La femmina quindi feconda le sue uova con lo sperma. Le uova vengono deposte singolarmente dalla femmina in fessure o sporgenze di corallo, roccia o legno. In diversi casi sono state trovate circa una dozzina di uova di A. pfefferi sotto una metà rovesciata di una noce di cocco; erano state messi lì da una femmina che le aveva inserite attraverso il foro centrale della noce di cocco. In tal modo, le uova sono state protette dai pesci predatori. 
Le uova appena deposte sono bianche, ma con il tempo diventano lentamente traslucide, rendendo chiaramente visibile lo sviluppo degli embrioni. Dalla nascita, i giovani A. pfefferi sono in grado di produrre gli stessi schemi di mimetizzazione degli adulti. La femmina, come in altri cefalopodi, muore dopo la deposizione.

## Veleno
Un rapporto tossicologico ha confermato che il tessuto muscolare della seppia fiammeggiante è altamente tossico, il che la rende solo il terzo cefalopode risultato velenoso. Una ricerca condotta a Melbourne, in Australia, ha dimostrato che la tossina di A. pfefferi è letale quanto quella di altri cefalopodi velenosi, i polpi dagli anelli blu.

## Conservazione
Viene classificato come "dati insufficienti" (DD) dalla lista rossa IUCN perché potrebbe essere minacciata dall'acidificazione degli oceani e dalla cattura per l'allevamento in acquario, dove è ricercata per la colorazione. Non è invece di interesse per la pesca ed è tossica se ingerita.